# 沉睡的森林 (小說)
《沉睡的森林》是日本作家東野圭吾的長篇推理小說，也是「加賀恭一郎系列」的第二本小說，系列上一部作品為《畢業 雪月花殺人遊戲》，系列下一部作品為《誰殺了她》。故事透露出在亮麗光鮮的芭蕾舞台背後，芭蕾舞者不為人知的另一面。
《沉睡的森林》單行本於1989年由講談社發行，1992年發行了講談社文庫版。本書兩次被改編成電視劇播放，男主角恭一郎由不同演員飾演。

## 出版書籍
| 出版社       | 出版日期      | 格式   | 頁數  | ISBN                   | 譯者   |
| ------------ | ------------- | ------ | ----- | ---------------------- | ------ |
| 講談社       | 1989年5月1日  | 單行本 | 275頁 | ISBN 978-4-06-193976-9 | 不適用 |
| 講談社       | 1992年4月3日  | 文庫本 | 328頁 | ISBN 978-4-06-185130-6 | 不適用 |
| 朝鮮 (地區)  | 2009年6月30日 | 平裝書 | 348頁 | ISBN 978-897-275437-4  |        |
| 獨步文化     | 2010年8月1日  | 平裝書 | 288頁 | ISBN 978-986-656-260-0 | 葉韋利 |
| 南海出版公司 | 2012年9月25日 | 平裝書 | 242頁 | ISBN 978-754-425698-8  | 鄭琳   |

## 故事簡介
一個男人擅闖高柳芭蕾舞劇團被殺，嫌疑人是其中一名女性團員。劇團方面主張是正當防衛，但搜查結果顯示出幾個可疑的地方。劇團正預備公演睡美人，之後卻又接二連三的出事，但警方找不到與闖入案的關連，僅能由地緣關係確定一切都與劇團內部成員有關。劇團猶如沉睡於的森林中的睡美人，被纏繞的藤蔓遮天蔽日。

## 登場人物
※關於加賀恭一郎、恭一郎的父親請參看「加賀恭一郎系列－登場人物」。
淺岡 未緒（Asaoka Mio）
高柳芭蕾舞團的舞蹈員，和加賀對之一往情深。
高柳 静子（Takayanagi Shizuko）
高柳芭蕾舞團的經營者。
高柳 亞希子（Takayanagi Akiko）
高柳静子的養女，高柳芭蕾舞團的台柱。
齋藤 葉琉子（Saitou Haruko）
高柳芭蕾舞團的舞者，未緒的兒時玩伴。自首殺害風間，主張正當防衛。
風間 利之（Kazama Toshiyuki）
畫家，第一個被害者。
梶田 康成（Kajita Yasunari）
第二個被害者，高柳芭蕾舞團的芭蕾舞教師。
柳生 講介（Yagyuu Kousuke）
第三個被害者，高柳芭蕾舞團的舞蹈員，葉瑠子的戀人。獨自對葉琉子案進行調查。
森井 靖子（Morii Yasuko）
高柳芭蕾舞團的舞者。
紺野 健彥（Konno Takehiko）
高柳芭蕾舞團的舞者。
中野 妙子（Nakano Taeko）
高柳芭蕾舞團的導師。

## 電視劇

### 1993年版
電視劇標題為「『沉睡森林的美女』殺人事件」，於1993年在朝日電視台播放。

#### 主演（1993年版）
- 加賀恭一郎：山下真司
- 淺岡未緒：原田貴和子（日语：原田貴和子）
- 梶田康成：河原崎建三
- 齋藤葉瑠子：永光基乃
- 高倉捜査本部長 ：名古屋章

#### 製作人員（1993年版）
- 導演：井上芳夫
- 劇本：大原清秀
- 製作人：春日千春

### 2014年版
2014年1月2日在TBS播放。

#### 主演（2014年版）
警視廳
- 加賀恭一郎：阿部宽
- 富井刑事：松尾貴史（日语：松尾貴史）
- 真野管理官：名高達男（日语：名高達男）

高柳芭蕾團
- 高柳亞希子：音月桂（元寶塚歌劇團雪組Top star）
- 梶田康成：平岳大（日语：平岳大）
- 齋藤葉瑠子：木南晴夏
- 淺岡未緒：石原聰美
- 森井靖子：大谷英子（日语：大谷英子）
- 紺野健彦：宮尾俊太郎（K芭蕾舞團）
- 柳生講介：益子倭（日语：益子倭）（K芭蕾舞團（日语：Kバレエカンパニー））
- 中野妙子：堀内敬子
- 高柳静子：草村礼子（日语：草村礼子）

石神井北警察署
- 太田大作：柄本明
- 佐野誠：竹財輝之助
- 新井要事：小須田康人（日语：小須田康人）

其他
- 加賀隆正：山﨑努
- 青木一弘：加藤虎之介（日语：加藤虎ノ介）
- 青木純子：弘中麻紀（日语：弘中麻紀）
- 風間利之：内田朝陽（日语：内田朝陽）
- 女服務生：特林德爾·玲奈
- 宮本清美：映美庫拉拉（日语：映美くらら）（前寶塚歌劇團月組）
- 山田（加賀的相親對象）：仲间由纪惠[1]

#### 製作人員（2014年版）
- 導演：土井裕泰
- 劇本：櫻井武晴
- 劇本協助：真野勝成

## 外部連結
- （日語）http://www.bookclub.kodansha.co.jp/bc2_bc/search_view.jsp?b=1851306 （页面存档备份，存于）
- （日語）http://www.tvdrama-db.com/drama_info/p/id-29692 （页面存档备份，存于）
- （中文）豆瓣讀書：沉睡的森林 （页面存档备份，存于）